# Almuekunst
Almuekunst (eller folkekunst eller bondekunst) er egnspræget kunst og unika fra fortidens bondehjem, typisk fra perioden ca. 1700 til ca. 1850. I modsætning til kunsthåndværket er almuekunsten traditionel og konservativ.
Almuekunst i Norden fik inspiration fra forskellige stilarter. På Island således af romansk stil, i Skåne delvis af gotisk stil, i Norge mødtes romansk stil med barokstil og rokoko og i Danmark af renæssancen. I de forskellige lande viser almuekunsten ved siden af det nationale særpræg som genspejler landendes historie, forbavsende overensstemmelser der skyldtes almuekunstens fælles herkomst - byggende på den husflid der udførtes i hjemmet eller på gården.
Almuekunstneren er kendetegnet ved mangel på faguddannelse og kunstnerens måske primitive angst for den tomme flade førte til overlæsset og gnidret ornamentik. Deres figurer forblev stive og frontale, deres prydværk forblev stiliseret ved anvendelsen af simple geometriske ornamenter, som fx karvesnittet. Netop afhængigheden af den simple teknik kunne frembringe sunde og gode resultater, som til tider har gjort almuekunst attraktiv blandt samlere, ikke kun af nationale eller videnskabelig grunde, men også med en forståelse for almuekunstens kunstneriske værdi.
I perioden 1750-1850 har Danmark haft en blomstrende bondekunst, som bl.a. har frembraget de sjællandske guldbroderede huer (guldnakker), Amagerkanernes silkebroderier, Hedeboegnens hvidsøm og fælles danske karvesnitarbejder og vævninger.
Både i Skandinavien og andetsteds er almuekunsten nu næsten uddød, men samtidigt har man lært dens værdi at kende gennem de kulturhistoriske folkemuseer, bl.a. ved udstillinger i Nordiska Museet i Stockholm, Norsk Folkemuseum samt på Nationalmuseet i København.
Forsøg på at udnytte almuekunsten indenfor kunsthåndværket er særlig gjort i Sverige.

## Eksempler
Almuekunstens snedker eller billedskærer foretrak fladrelieffet på forsænket bund eller med karvesnit og vovede sjældent at udføre et højrelief. Det såkaldte kassetteværk og stiliserede plantermotiver samt indskrifter og årstal var stærkt yndede former for ornamentik. Af billedrige motiver var husdyrene de foretrukne, især hesten, der fx anbragtes på manglebrætets bøjlehåndtag.
Tekstiler og dragter er et stort emne inden for almuekunsten. Mest kendt er kniplingerne fra Tønder. Andre egnsprægede tekstiler er navneklude med hedebosyning (hvidsøm) fra Hedeboegnen.
Almuekunstens lokalpræg var især stærk på Amager (silkebroderier), Stevns, Samsø samt på Horne Land ved Fåborg. Læsø havde en meget rig boligkultur, præget af søfarten, mens Limfjordsegnen bar svage spor af påvirkning fra Norge.
De malede dekorationer i almuekunsten havde deres skoler, på Bornholm bl.a. i form af en kraftig barokmaling fra 18. årh. Næstved-egnens kiste var ofte dekoreret med broget malede damer og herrer i revolutionstidens dragter, mens muntre menneske- og dyrefigurer pyntede Nordsjællands møbler.
I Norge er almuekunsten eksemplificeret ved Gudbrandsdalens snitværk, det såkaldte krølskur hvorpå barokke akanthusranker flettes efter romansk system, samt gobelinvæveriet, rosemaleriet og det mere købsstadsmæssige filigranarbejde i søjler og andre smykker.
I Sverige findes fx de Skånske tekstiler og Dalarnas Dalaheste.